# 479 Caprera
479 Caprera eller 1901 HJ är en asteroid i huvudbältet, som upptäcktes den 12 november 1901 av den italienske astronomen Luigi Carnera. Den är uppkallad efter ön Caprera.
Asteroiden har en diameter på ungefär 60 kilometer.